# 文明论概略
《文明论概略》是福澤諭吉的著作。1875年發表。《文明論概略》一書共十章，書中闡述文明涵義:出版説明1。

## 主要內容
文明論主要內容在於比較西洋和日本的文明，與同期田口卯吉的日本開化小史，並列為日本明治初期代表性民間書籍。福澤認為文明一詞至大至廣，無所不包，從工商企業、科學技術到政法制度、文學藝術和道德智慧等，舉凡人類社會一切物質和精神財富，都被他包括在文明這概念之中:出版説明1。

## 主要參考文獻書籍
- 丸山真男『「文明論之概略」を読む』讀文明論之概略
- 子安宣邦『福沢諭吉『文明論之概略』精読』精讀文明論之概略

## 中文译
- 《文明论概略（汉译世界学术名著丛书）》 北京编译社译，商务印书馆，1982年6月北京第3次印刷；1995年3月北京第6次印刷，ISBN 7100013038
- 《福泽谕吉与文明论概略/人之初名著导读丛书》 鲍成学 刘在平 编著，2001年，中国少年儿童出版社，ISBN 7500755996

## 外部連結
- 文明論之概略全文 - 慶應義塾大学教授・上田修一（日文）
- 文明論之概略全文（日文）
- 『文明論之概略 （页面存档备份，存于）』 | 福澤著作的一覧 （页面存档备份，存于）（慶應義塾図書館 （页面存档备份，存于））